# Omeisaure
L'omeisaure (Omeisaurus, «llangardaix d'Omei») és un gènere de dinosaure sauròpode que va viure al Juràssic superior en el que actualment és la Xina.